# Merz (muzyk)
Merz, właśc. Conrad Lambert (ur. w hrabstwie Dorset) – angielski muzyk grający alternatywnego rocka.

## Kariera
W 1999 roku Merz nagrał dwa mniej znane utwory, które trafiły na angielską listę przebojów. Były to piosenki Many Weathers Apart i Lovely Daughter. Później tego samego roku, jego album zatytułowany Merz został wydany przez Epic Records. Album, który został ciepło przyjęty przez krytyków, łączył w sobie elementy muzyki elektronicznej, folku i jazzu. Płyta nie odniosła jednak przewidzianego przez wytwórnię sukcesu, wobec czego Merz wycofał się z kontraktu.
5 lat później pojawił się drugi album muzyka zatytułowany Loveheart. Wydany został przez niezależne wydawnictwo - Grönland. Po raz kolejny opinie krytyków nie dorównały sprzedaży. W 2008 roku powstał album Moi et Mon Camion, który został nagrany w trakcie trasy koncertowej Merza.

## Dyskografia
| Rok  | Tytuł             | Wydawca      |
| 1999 | Merz              | Epic Records |
| 2005 | Loveheart         | Grönland     |
| 2008 | Moi et Mon Camion | Grönland     |